# Deopalpus reinhardi
Deopalpus reinhardi är en tvåvingeart som beskrevs av Guimaraes 1963. Deopalpus reinhardi ingår i släktet Deopalpus och familjen parasitflugor. Inga underarter finns listade i Catalogue of Life.